# 加貝斯省
加貝斯省 （阿拉伯语：‎）是突尼西亞中南部的一個省，臨加貝斯灣。面積7,175平方公里，2004年人口342,630人。 首府加貝斯。下分十縣。